# Метод анкетирования
Метод анкети́рования — психологический вербально-коммуникативный метод, в котором в качестве средства для сбора сведений от респондента используется специально оформленный список вопросов — анкета. В социологии анкетирование — это метод опроса, используемый для составления статических (однократное анкетирование) или динамических (при многократном анкетировании) статистических представлений о состоянии общества, общественного мнения, состояния политической, социальной и прочей напряжённости с целью прогнозирования действий или событий.

## Общие сведения
По мнению В. В. Никандрова, анкетирование в психологии используется с целью получения психологической информации, а социологические и демографические данные играют лишь вспомогательную роль. Контакт психолога с респондентом при анкетировании, в отличие от интервьюирования, сведён к минимуму. Анкетирование позволяет наиболее жёстко следовать намеченному плану исследования, так как процедура «вопрос-ответ» строго регламентирована.
При помощи метода анкетирования можно с наименьшими затратами получить высокий уровень массовости исследования. Особенностью этого метода можно назвать его анонимность (личность респондента не фиксируется, фиксируются лишь его ответы). Анкетирование проводится в основном в случаях, когда необходимо выяснить мнения людей по каким-то вопросам и охватить большое число людей за короткий срок.
Пионером использования анкеты в психологическом исследовании считают Ф. Гальтона, который в своём исследовании влияния наследственности и среды на уровень интеллектуальных достижений при помощи анкеты опросил сотню крупнейших британских учёных.

## Виды анкетирования

### По числу респондентов
- Индивидуальное анкетирование — опрашивается один респондент;
- Групповое анкетирование — опрашиваются несколько респондентов;
- Аудиторное анкетирование — методическая и организационная разновидность анкетирования, состоящая в одновременном заполнении анкет группой людей, собранных в одном помещении в соответствии с правилами выборочной процедуры;
- Массовое анкетирование — участвуют от сотни до нескольких тысяч респондентов (на практике работа трудоёмкая, а результаты менее корректны).

### По полноте охвата
- Сплошное — опрос всех представителей выборки;
- Выборочное — опрос части представителей выборки.

### По типу контактов с респондентом
- Очное — проводится в присутствии исследователя-анкетёра[4];
- Заочное — анкетёр отсутствует[4]:
  - Рассылка анкет по почте;
  - Публикация анкет в прессе;
  - Публикация анкет в Интернете;
  - Вручение и сбор анкет по месту жительства, работы и т. д.

## Онлайн-анкетирование
С ростом популярности Интернета всё более востребованным способом сбора данных становится онлайн анкетирование. Дизайн онлайн опросников часто влияет на результат опроса. К таким факторам дизайна относят качество руководства опросников, доступные форматы представления данных (вопросов), способы управления, проработанность и этические составляющие опросника. Ряд сайтов даёт бесплатную возможность создать онлайн опросник и собрать данные.